# WrestleMania 33
WrestleMania 33 — тридцать третья по счёту WrestleMania, PPV-шоу производства WWE. Шоу прошло 2 апреля 2017 года на стадионе «Кэмпинг Уорлд Стэдиум» в Орландо, Флорида, США.
Кард мероприятия состоял из тринадцати матчей, с учётом матчей на Kick Off. Впервые со времени WrestleMania 29 в 2013 году оспаривались оба главных мировых чемпионства: чемпионат Вселенной от бренда Raw и чемпионат WWE от бренда SmackDown. Вселенский чемпионат, женский чемпионат SmackDown и чемпионат полутяжей впервые защищались на главном Pay-per-view года. В главном событии Роман Рейнс победил Гробовщика в матче без дисквалификаций, это стало вторым поражением Гробовщика на WrestleMania. В других главных матчах: Брок Леснар победил Голдберга, став чемпионом Вселенной. Леснар стал первым рестлером, выигравшим и чемпионство Вселенной и чемпионство WWE на WrestleMania. Чемпионство WWE на главном Pay-per-view он завоёвывал в 2003 году на WrestleMania XIX. Также Рэнди Ортон победил Брэя Уайатта, тем самым став девятикратным чемпионом WWE. На данном Pay-per-view неожиданно вернулись Братья Харди, которые победили в своем матче и выиграли Командное чемпионство WWE Raw. Это была также первая WrestleMania, которая вышла в эфир после полуночи по восточному времени.

[[Файл:WWE Logo.svg|right|thumb|250px|

## Производство
[[Файл:WrestleMania 33 (33761042576).jpg|слева|thumb|300px|
WrestleMania считается знаковым событием в WWE, впервые проведенным в 1985 году. Это самые продолжительные мероприятия в истории по реслингу, в рамках WrestleMania, которые проводятся ежегодно с середины марта по середину апреля. Является первым из четырёх самый продолжительных PPV WWE, (наряду c Royal Rumble, SummerSlam и Survivor Series, получивший название «Большая четверка WWE»), описываемое как Супербоул в спортивных развлечениях.. В PPV приняли участие рестлеры c брендов Raw и SmackDown, а также дивизиона полутяжеловесов 205 Live после повторного разделения ростера на бренды в июле 2016 года. Это была первая WrestleMania на которой, защищался новый мировой чемпионат Чемпион Вселенной, после его введения на Raw. Это была также первая WrestleMania, на которой защищались женский чемпионат SmackDown и чемпионат полутяжей.
Мероприятие было третьей WrestleMania которое проходило в штате Флорида, после (XXIV 2008 года (проводимое в том же месте) и XXVIII 2012 года). 31 октября 2016 года, были распроданы пакеты туриста в ценовом диапазоне от $950 до $5900 на человека, тогда как билеты поступило в продажу только 18 ноября 2016 года, цена варьировалась от $38 до $2130. 20 февраля 2017 года группировка Новый День (Биг И, Кофи Кингстон и Ксавье Вудс) были подтверждены как хозяева 33 WrestleMania.
Четыре официальные тематические песни для мероприятия были Whisper In My Head «De Onlap Greenlight» de Pitbull с Flo Rida и LunchMoney Lewis
«Like a Champion» de Danger Twins, «Flame» de Tinashe и «Am I Savage?» de Metallica. Также на мероприятии Pitbull исполнил композицию «Options» со Стивеном Марли, а затем «Greenlight» с Flo Rida и LunchMoney Lewis. Американская певица Tinashe исполнила песню «America the Beautiful» перед началом WrestleMania. Предварительное шоу транслировалось на WWE Network, WWE.com, Facebook, Google+, Pinterest, Twitch и YouTube, позже со второго часа к ним присоединился и выдал в прямой эфир USA Network.

## Зал Славы WWE (классификация 2017 года)
Зал Славы WWE (англ. WWE Hall of Fame) — Как каждый год в рамках крупнейшего шоу WrestleMania — «The Grandest Stage of Them All» («Величайшая сцена из всех»), World Wrestling Entertainment (WWE) чтит бывших сотрудников World Wrestling Entertainment (ранее World Wrestling Federation) и других деятелей, которые внесли свой вклад в участие и развитие спортивные развлечения в целом. В 2017 году в Зал славы WWE было введено шесть имен, три рестлера, одна дива, одна команда и один сотрудник WWE.
Начиная с 2016 года WWE ввели новую категорию для Зала Славы под названием «Наследие». Члены этой категории представляют участников первых лет профессионального реслинга, в первую очередь в начала 20-го века. Все претенденты в 2017 году были зачислены посмертно и были показаны на церемонии видеоматериалами о них..

### Индивидуально
| Фото | Имя на ринге (Имя при рождении)                | Объявил о введении                            | Примечания | Ссылки |
| ---- | ---------------------------------------------- | --------------------------------------------- | --- | ------ |
|      | Курт Энгл (Курт Стивен Энгл)                   | Джон Сина                                     | Четырехкратный Чемпион WWF/WWE Чемпион мира в тяжёлом весе Чемпион мира WCW в тяжёлом весе Король ринга (2000) | [ 48 ] |
|      | Теодор Лонг (Теодор Роберт Руфус Лонг)         | A.P.A. (Джон «Брэдшоу» Лэйфилд и Рон Симмонс) | Рефери, менеджер и авторитетная фигура в WCW и WWE | [ 52 ] |
|      | Даймонд Даллас Пейдж (Пейдж Джозеф Фалкинбург) | Эрик Бишофф                                   | Трехкратный Чемпион мира WCW в тяжёлом весе Двукратный Чемпион Соединённых Штатов WCW в тяжёлом весе Командный чемпион мира WWF Чемпион Европы WWF Четырехкратный Командный чемпион мира WCW                                                                | [ 55 ] |
|      | Бет Финикс (Элизабет Коцански-Коупленд)        | Наталья                                       | Чемпионка WWE среди Див Трехкратная Чемпион WWE среди женщин Обладательница премии Slammy Awards | [ 58 ] |
|      | Восхитительный Рик Руд (Ричард Эрвин Руд)      | Рикки Стимбот                                 | Ведён в зал славы посмертно, на церемонии присудствовали его семья — вдова Мишель, дочь Мерисса и сын Ричард мл. Трехкратный Международный чемпионат мира WCW в тяжелом весе Интерконтинентальный чемпион WWF Чемпион Соединённых Штатов WCW в тяжёлом весе | [ 61 ] |

### Команда
| Фото | Имя на ринге (Имя при рождении)                                                      | Объявил о введении | Примечания | Ссылки |
| ---- | ------------------------------------------------------------------------------------ | ------------------ | --- | ------ |
|      | Рок-н-ролл Экспресс Рики Мортон (Ричард Уэнделл Мортон) Роберт Гибсон (Рубен Гибсон) | Джим Корнетт       | Четырехкратные Командные чемпионы Мира NWA (v. Mid Atlantic) Четырехкратные Командные чемпионы Мира NWA Десятикратные Командные чемпионы SMW | [ 64 ] |

## Кард WrestleMania

### Пре-шоу
На предварительном шоу было проведено три матча.

#### Невилл против Остина Эйриеса
В первом матче предварительного шоу Невилл защищал титул чемпиона WWE в полутяжёлом весе против Остина Эйриеса. В один из моментов, когда Эйриес зафиксировал приём «Arm triangle choke» Невиллу, Невилл незаметно для рефери ткнул Эйриеса в глаза, чтобы освободится от приёма. После ему удалось провести свой коронный приём «450° splash (Red Arrow)» на Эйриесе, тем самым удержа противника и сохранив титул.

#### Королевская битва за Мемориальный трофей Андре Гиганта
Вторым матчем была Королевская битва за Мемориальный трофей Андре Гиганта, 33 претендента соревновались в матче Королевская битва памяти Андре Гиганта. Перед матчем не все участники были известны, из не объявленных участников Калисто, Син Кара, Люк Харпер, Тайтус О’Нил, Водевилисты (Саймон Готч и Эйден Инглиш) и Вознесение (Коннор и Виктор). В концовке матча Джиндер Махал начал насмехаться над командой Нью-Ингленд Пэтриотс перед сидящим в первом ряду игроком позиции тайт-энд Робом Гронковски. Это побудило Гронковски выйти на ринг и провести силовой приём американского футбола против Махала. В итоге Моджо Роули устранил последнего участника Махала и выиграть матч за трофей.

#### Дин Эмброус против Барона Корбина
Последним матчем на Kick-Off Дин Эмброус защищал Интерконтинентальное чемпионство от Барона Корбина. В конце матча Корбин попытался провести свой коронный финишер «Lifting reverse STO» (Конц Света)" на Эмброусе, но тому удалось увернутся и в ответ провести свой финишёр «Double underhook DDT (Грязные делишки)» на Корбине, в итоге удержа его и сохранив титул.

### Основное шоу
На основном шоу было проведено ещё десять матчей.

#### Эй Джей Стайлз против Шейна Макмэна
[[Файл:WWE Live 2016-04-21 21-22-51 ILCE-6300 1805 DxO (28551648284).jpg|thumb|175px|
В первом матче основного шоу Эй Джей Стайлз столкнулся с Шейном Макмэном. Во время матча Стайлз прыгнуть со стойки проведя приём «450° splash» но Шейн увернулся и зафиксировал Стайлза в «треугольник» но тот смог вырваться и провёл свой приём «Styles Clash» которого не хватило для победы. После того, как рефери был сбит с ног, Стайлз прыгнул со стойки проведя «Дропкик». Шейн в ответ кинул в Стайлза мусорный бак. Затем Шейн провёл уже свой «Дропкик» в мусорное ведро которым прижал Стайлза к стойке. В дальнейшем Шейн попытался провести прыжок «Leap of Faith» на стол комментаторов на котором лежал Стайлз, но тот скатился со стола и Шейн сам упал на него. Когда Стайлз предпринял попытку провести «Phenomenal Forearm», Шейн поймал его на «Float-over DDT». Шейн попытался провести «Shooting star press», но Стайлз уклонился и в ответ выполнил ещё одно «Phenomenal Forearm» Шейну, после этого успешно удержал его.

#### Кевин Оуэнс против Криса Джерико
Во втором матче Крис Джерико защищал Чемпионство Соединенных Штатов против Кевина Оуэнса. В матче Оуэнс попытался провести «Пауэрбомбу» на Джерико, который парировал приём и в ответ провёл «Лунное сальто» на Оуэнсе. Затем Оуэнс применил приём Джерико «стены Иерихона» против негоже, но тому удалось добраться до канатов и выкатится. В дальнейшем со второй попытки Оуэнс выполнил «Пауэрбомбу» на Джерико. Когда Оуэнс попытался провести ещё одну «Пауэрбомбу», Джерико парировал приём и в ответ провёл свой «Codebreaker». Во время удержания Оуэнс, коснулся канатов одним пальцем, остановив отсчёт после второго удара рефери. В конце концов, Оуэнс провёл очередную «Пауэрбомбу» на Джерико и успешно удержал его став новым чемпионом Соединенных Штатов.

#### Бейли против Шарлотт Флэр против Наи Джакс против Сашы Бэнкс
В третьем матче Бейли защищала женское чемпионство Raw против Шарлотт Флэр, Наи Джакс и Саши Бэнкс в «фатальном четырёхстороннем матче». Бейли, Флэр и Бэнкс провели «тройную пауэрбомбу» на Джакс, и все трое её удержали, тем самым устранив из матча. Далее Бэнкс попыталась захватить Флэр в «Bank Statement», но та освободилась и в ответ провела «exposed turnbuckle», после чего Флэр успешно удержала Бэнкс, устранив ту из матча. В конце концов после приёма «Turnbuckle» Бейли выполнила свой финишёр «Diving elbow drop», в итоге победила и сохранила титул.

#### Братья Харди (Джефф и Мэтт) против Галлоуса и Андерсона против Бара (Сезаро и Шеймуса) против Энцо Аморе и Большого Касса
В четвёртом матче Люк Галлоус и Карл Андерсон первоначально должны были защищать Командное чемпионство WWE Raw против Сезаро и Шеймуса, Энцо Аморе и Большого Касса в матче с «тройной угрозой». Перед матчем хозяева 33 WrestleMania Новый день вышли на рампу и объявили, что «лестничный матч тройной угрозы» превращается в «Фатальный четырёхсторонний лестничный матч» и медленно начали продвигаться к рингу, давая понять, что возможно они статут четвёртой командой. Но тут зазвучала музыка вернувшихся Братьев Харди (Джеффа и Мэтта) которые стали четвёртой командой матча. К концу матча Мэтт провёл «Twist of Fate» с лестницы Андерсону, а Джефф пригнул с лестнице «Swanton Bomb» на Сезаро и Шеймуса которые лежали на другой лестнице. Затем Мэтта забрался к висящим поясам и снял их. Как команда братья стали чемпионами в первый раз; индивидуально чемпионство, стало первое для Джеффа и второе для Мэтта.

#### Джон Сина и Никки Белла против Миза и Марис
В пятом матче Джон Сина и Никки Белла встретились с Мизом и Мариc в «смешанном командном матче». Аль Рокер выступал в качестве ринг-анонсера. К концу матча, когда Никки и Мариc были легальными участниками, Сина зашёл в ринг чтоб встретить Миза который хотел выкатить жену с ринга. Никки провела «Five Knuckle Shuffles» Мариc а Сина Мизу соответственно. Далее Сина провёл свой завершающий приём «Attitude Adjustment» на Мизе, в то время как Никки выполнила свой финишёр «Rack Attack 2.0» на Мариc. Сина и Никки одновременно удержали Миза и Мариc и победили в матче.. После матча, на ринге, Сина сделала предложение Никки и та согласилась.

#### Сет Роллинс против Triple H-а (со Стефани Макмэн)
В шестом матче Сет Роллинс встретился с Triple H-ем которого сопровождала Стефани Макмэн в матче без дисквалификации. Во время матча Роллинс на столе комментаторов попытался провести приём соперника «Pedigree» Triple H-у, который парировал приём и провёл Роллинсу «DDT». Далее Triple H зафиксировал ногу Роллинса в «inverted figure-four leglock», которому пришлось выкатываться из ринга, чтобы избежать захвата. Triple H взял свою фирменную кувалду, но воспользоваться не сумел и получил в ответ «enzuigiri». Когда Роллинс забрал кувалду, Стефани выхватила её у Роллинса, это позволило Triple H-у выполнить «Pedigree» на сопернике. Когда Triple H попытался провести «Pedigree» со второго каната, Роллинсу тот сумел освободился от захвата и в ответ выполнил «Phoenix Splash» Triple H-у. После обмена взаимными приёмами Роллинс провёл «superkick» Triple H-у, который врезался в Стефани, после чего та упала на стол проломив его. Затем Роллинс провёл «Pedigree» Triple H-у и удержал его выиграв матч.

#### Рэнди Ортон против Брэя Уайатта
[[Файл:Randy Orton November 2013.jpg|thumb|175px|
В седьмом матче Брэй Уайатт защищал чемпионство WWE против Рэнди Ортона. В начале матча Ортон> предпринял попытку провести «RKO» Уайатту, но тот выкатился с ринга. Во время матча Уайатт играл на сознании Ортона, заставляя большие изображения различных насекомых появляться на настиле ринга. За пределами ринга, Уайатт провёл Ортону «Sister Abigail» прямо в опрон ограждения. Затем Ортон выполнил «RKO» Уайатту за пределами ринга прямо на пол. В дальнейшем Уайатт провёл ещё раз «Sister Abigail» Ортону но уже в ринге, но этого не хватило для победы. В конце матча Ортон поймал Уайатта на очередное «RKO», после чего успешно удержал его, выиграв своё девятое чемпионство WWE и первое выигранное на WrestleMania.

#### Брок Леснар (с Полом Хейманом) против Голдберга
В восьмом матче Голдберг защищал титул чемпиона Вселенной против Брока Леснара. Леснар исполнил три «немецких суплекса» на Голдберге, который достаточно быстро смог восстановиться и в ответ провести два «spears (Гарпуна)» Леснару и чтоб не проиграть тому пришлось выкатился из пределы ринга. Затем Голдберг провёл Леснару третий «Гарпун» за пределами ринга в ограждение. После Голдберг вернул Леснара на ринг и попытался провести «Jackhammer», но Леснар парировал приём и не дал его провести и попытался провести свой «F-5», который Голдберг тоже в свою очередь парировал и провёл четвёртый «Гарпун». Далее Голдберг вышел на свой завершающий приём «Jackhammer», рефери отстучал только до двух. Леснар стал первым человеком, который вырвался при удержании, после комбинации приёмов «Гарпун»-«Jackhammer». Голдберг попытался провести пятый «Гарпун», но Леснар уклонился от Голдберга и тот с разбегу влетел в стойку ринга. Это стало переворотным моментом для Леснара после которого он смог провести ещё семь «немецких суплексов». В концовке матча Леснар провёл свой финишёр «F-5» Голдбергу и успешно удержал его став новым чемпионом Вселенной. Для Голдберга это стало первое чистое одиночное поражение в своей карьере. Эта победа также сделала Леснара первым, кто смог выиграть чемпионство WWE и чемпионом Вселенной на WrestleMania.

#### Наоми против Алексы Блисс против Бекки Линч против Микки Джеймс против Натальи против Кармеллы (с Джеймсом Эллсвортом)
[[Файл:Naomi at WrestleMania Axxess in April 2014.jpg|thumb|175px|
В предпоследнем матче Алекса Блисс защищала женский чемпионат SmackDown против Бекки Линч, Наоми, Микки Джеймс, Натальи и Кармеллы которую сопровождал Джеймс Эллсворт в шестистороннем поединке. Итог наступил, когда Наоми заставила Блисс здаться зафексировав ту в «Slay-o-Mission». Наоми стала новой и дважды женской чемпионкой SmackDown.

## Основное событие
[[Файл:Roman Reigns Tribute to the Troops 2016.jpg|thumb|слева|175px|

### Роман Рейнс против Гробовщика
Главным событием состоялся матч между Гробовщиком и Романом Рейнсом, по правилам никаких дисквалификаций. Джим Росс был в качестве приглашенного комментатора. Во время матча, Гробовщик провел «chokeslam» Рейнсу на комментаторский стол, но уже в следующем сегменте Рейнс провёл «spears (Гарпун)» Гробовщику и падая они сломали один стол комментаторов. Далее зайдя в ринг Гробовщик провёл «Last Ride». Рейнс смог провести Гробовщику два подряд удара супермена «Superman punches», который тут же поймал Рейнса и провёл «chokeslam» прямо на лежащий стул. Далее Гробовщик выполнил «Tombstone Piledriver», но этого не хватило для победы. При попытке провести ещё один «Tombstone Piledriver» Рейнс парировал приём и в ответ провёл третий удара супермена «Superman punches». После этого Рейнс ещё раз провёл «Гарпун», но при попытке удержать Гробовщик захватил его в «Hell’s Gate», но Рейнсу удалось дотянутся ногой до канатов, Гробовщик освободил захват, хотя мог этого не делать, так как матч без дисквалификаций. Далее Рейнс нанёс несколько ударов стулом и провёл ещё один «Гарпун» но и этого не хватило для победы. Тут же был проведён ещё один «spears (Гарпун)» и опять судья отстучал только до двух. После очередного удара супермена «Superman punches» Гробовщик попытался было сесть, в своём угрожающем стиле не не смог. После ещё одного «Гарпуна», Рейнс наконец то смог удержать Гробовщика и выиграть матч, стать вторым человеком, который победил Гробовщика на WrestleMania с момента когда тот проиграл Броку Леснару который прервал стрик побед. После матча Гробовщик символически оставил перчатки, пальто и шляпу в центре ринга, признав поражение. После подошёл к своей супруге Мишель Маккул, которая сидела в первом ряду и поцеловал её, один из нечастых моментов слабости Гробовщика. Уходя по рампе Гробовщик остановился, посмотрел на толпу и поднял руку, всё это время играла его музыка, а не Рейнса как победителя.

## Результаты матчей
| №                                 | Матч | Тип матча                                                                         | Время | Ссылки  |
| --------------------------------- | --- | --------------------------------------------------------------------------------- | ----- | ------- |
| Kick Off                          | Невилл (с) победил Остина Эйриса | Одиночный матч, за титул чемпиона WWE в полутяжёлом весе                          | 15:40 | [ 117 ] |
| Kick Off                          | Моджо Роули победил, устранив последнего участника Джиндера Махала                                                                   | Королевская битва за Мемориальный трофей Андре Гиганта                            | 14:07 | [ 118 ] |
| Kick Off                          | Дин Эмброус (с) победил Барона Корбина                                                                                               | Одиночный матч, за титул Интерконтинентального чемпиона WWE                       | 10:55 | [ 119 ] |
| 1                                 | Эй Джей Стайлз победил Шейна Макмэна                                                                                                 | Поединок один на один                                                             | 20:35 | [ 120 ] |
| 2                                 | Кевин Оуэнс победил Криса Джерико (с)                                                                                                | Одиночный матч, за титул чемпиона Соединённых Штатов WWE                          | 16:20 | [ 121 ] |
| 3                                 | Бейли (с) победила Шарлотт Флэр, Наю Джакс и Сашe Бэнкс                                                                              | Фатальный четырёхсторонний матч, за титул чемпионки WWE Raw                       | 12:45 | [ 122 ] |
| 4                                 | «Братья Харди» (Джефф и Мэтт) победили Люка Галлоуса и Карла Андерсона (с), «Планка» (Сезаро и Шеймуса), Энцо Аморе и Большого Касса | Фатальный четырёхсторонний лестничный матч, за титулы командных чемпионов WWE Raw | 11:05 | [ 123 ] |
| 5                                 | Джон Сина и Никки Белла победили Миза и Мариc                                                                                        | Смешанный командный матч                                                          | 9:40  | [ 124 ] |
| 6                                 | Сет Роллинс победил Трипл Эйча (со Стефани Макмэн)                                                                                   | Поединок один на один, без дисквалификации                                        | 25:30 | [ 125 ] |
| 7                                 | Рэнди Ортон победил Брэя Уайатта (с)                                                                                                 | Одиночный матч, за титул чемпиона WWE                                             | 10:30 | [ 126 ] |
| 8                                 | Брок Леснар победил Голдберга (с) | Одиночный матч, за титул чемпиона Вселенной                                       | 4:45  | [ 127 ] |
| 9                                 | Наоми победила Алексу Блисс (с), Бекки Линч, Микки Джеймс, Наталью и Кармеллу (с Джеймсом Эллсвортом)                                | Шестисторонний поединок, за титул чемпионки WWE SmackDown                         | 5:35  | [ 128 ] |
| 10                                | Роман Рейнс победил Гробовщика | Поединок один на один, без дисквалификации                                        | 23:00 | [ 129 ] |
| (c) — чемпион на момент поединка. | |                                                                                   |       |         |

### Участники Королевской битвы Мемориального трофея Андре Гиганта
Участник,      Победитель.

[[Файл:André the Giant trophy.jpg|thumb|right|200px|
| Рестлер         | Порядок устранения |
| --------------- | ------------------ |
| Эйден Инглиш    | 14                 |
| Аполло Крюс     | 26                 |
| Биг Шоу         | 8                  |
| Бо Даллас       | 25                 |
| Брон Строумэн   | 10                 |
| Чад Гейбл       | 18                 |
| Курт Хоукинс    | 11                 |
| Кёртис Аксель   | 15                 |
| Дольф Зигглер   | 27                 |
| Эпико           | 24                 |
| Фанданго        | 20                 |
| Голдаст         | 6                  |
| Хит Слейтер     | 4                  |
| Джейсон Джордан | 17                 |
| Джей Усо        | 5                  |
| Джимми Усо      | 16                 |
| Джиндер Махал   | 32                 |
| Калисто         | 2                  |
| Киллиан Дейн    | 31                 |
| Коннор          | 7                  |
| Люк Харпер      | 28                 |
| Марк Генри      | 22                 |
| Моджо Роули     | Победитель         |
| Примо           | 1                  |
| R-Truth         | 12                 |
| Райно           | 13                 |
| Сами Зейн       | 30                 |
| Саймон Готч     | 3                  |
| Син Кара        | 21                 |
| Тиан Бинг       | 23                 |
| Тайтус О’Нил    | 29                 |
| Тайлер Бриз     | 19                 |
| Виктор          | 9                  |

### Комментарии
1. ↑  Порядок устранения: Примо, Калисто, Саймон Готч, Хит Слейтер, Джей Усо, Голдаст, Коннор, Биг Шоу, Виктор, Брон Строумэн, Курт Хоукинс, R-Truth, Райно, Эйден Инглиш, Кёртис Аксель, Джимми Усо, Джейсон Джордан, Чад Гейбл, Тайлер Бриз, Фанданго, Син Кара, Марк Генри, Тянь Бин, Эпико, Бо Даллас, Аполло Крюс, Дольф Зигглер, Люк Харпер, Тайтус О’Нил, Сами Зейн, Киллиан Дэйн, Джиндер Махал